# Estadi Nacional de Xile
L'Estadi Nacional de Xile —oficialment, Estadio Nacional Julio Martínez Prádanos— és el principal recinte esportiu d'aquest país i està situat al Parque de la Ciudadanía, un complex esportiu multidisciplinari amb una extensió de prop de 64 hectàrees, a la comuna de Ñuñoa de la ciutat de Santiago. Aquesta instal·lació té una capacitat de 49.000 espectadors asseguts —la més gran del país— i una pista de futbol central envoltada per una pista atlètica.

## Història
Va ser inaugurat el 1938. Des del 1939 ha estat la seu local de la selecció de futbol de Xile i del Club Universidad de Xile, que el lloga per jugar-hi els partits com a local.
El 1948 s'hi va jugar el Campionat Sud-americà de Campions, torneig que va inspirar la Copa d'Europa i la Copa Libertadores.
També va ser seu de diversos partits de la Copa Mundial de Futbol de 1962 i de la Copa Mundial de Futbol Sub-20 de 1987, incloent-ne les respectives finals.

## Usos no esportius

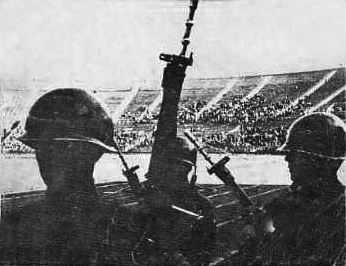
Militars xilens vigilant presoners a l'Estadi Nacional, 1973.

En altres àmbits, aquest recinte va ser usat com a centre de detenció i tortura durant la Dictadura Militar el 1973.
També ha acollit diversos esdeveniments musicals, cívics i religiosos, on destaca la trobada amb joves que el papa Joan Pau II va convocar el 1987.
El 2003 el Consell de Monuments Nacionals de Xile el va declarar com a Monument Històric.

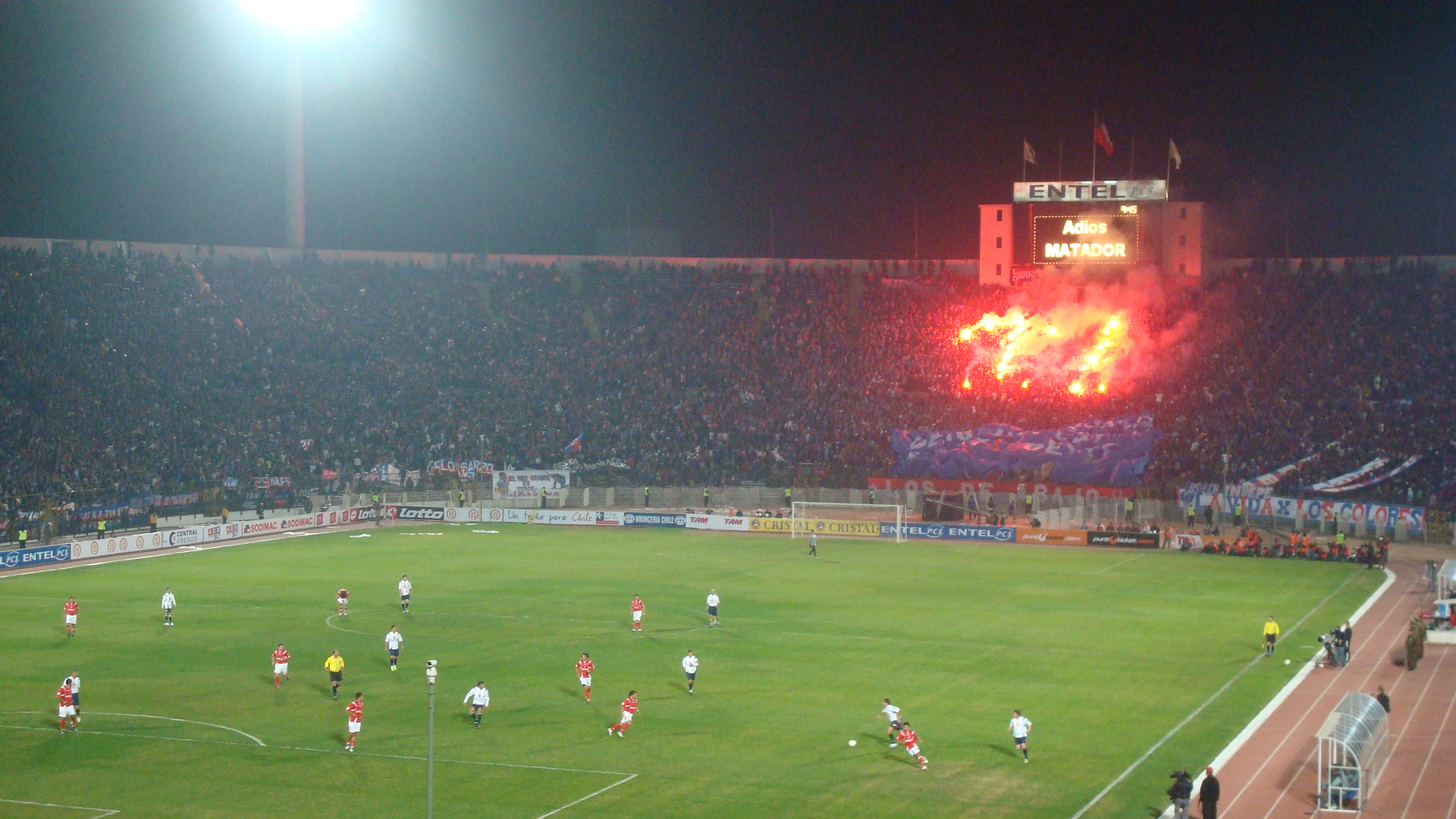
Partit de comiat de Marcelo Salas, 2 de juny de 2009.